# Winterdepressie

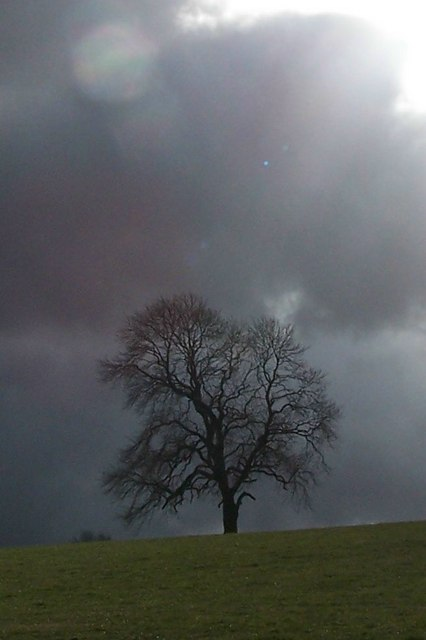
Boomsilhouet tegen donkere lucht

Winterdepressie is de naam die wordt gegeven aan een verschijnsel waarbij mensen de neiging hebben steeds in de winter, als de dagen kort zijn, depressief te worden (in de medische wereld Seizoensafhankelijke Depressie/seasonal affective disorder, genoemd, afgekort als SAD) en waarbij de depressieve verschijnselen overgaan als de dagen weer gaan lengen. In de tropen komt dit niet voor, maar op hogere breedten (Zweden, Canada) is het niet ongewoon.
Grote delen van de IJslandse bevolking lijden niet aan SAD. Dit lijkt door hun genetische aanleg te worden veroorzaakt: IJslanders buiten IJsland lijden ook niet aan SAD, terwijl immigranten in IJsland wel aan SAD kunnen lijden.

## Kenmerken
Enkele kenmerken van een winterdepressie zijn:
- (Extreme) vermoeidheid
- Veel behoefte aan slaap, zelfs als men al meer dan normaal slaapt
- Een verschuiving van het dag-nachtritme, waarbij men steeds later op de dag zich "wakker" voelt
- Een verstoord eetpatroon (over het algemeen meer en koolhydraatrijk willen eten. Minder willen gaan eten is eerder een kenmerk van een niet seizoensgebonden depressie)
- Een meer dan normaal aanwezige somberheid
- Het gevoel hebben niet meer in balans te zijn
- Minder behoefte aan sociale contacten (opdoen), soms zelfs afsluiting voor de buitenwereld
- Prikkelbaarheid

## Oorzaken
Twee gangbare hypothesen over de oorzaak van SAD:

### De fotoperiode-hypothese
Vanwege de kortere periode van licht in de winter wordt bij mensen SAD geïnduceerd. Op drie manieren wordt geprobeerd deze hypothese te bewijzen. Één manier is door een correlatie te vinden tussen lengtegraad en prevalentie van SAD. Hoe verder je van de evenaar bent hoe korter de winterdagen en dus zou SAD daar meer moeten voorkomen. De correlatie is klein en complex.
Een andere manier is door melatonineafgifte te bestuderen. De melatonineafgifte van gezonde mensen werd vergeleken met die van SAD-patiënten. In de beide groepen is de afgifte van melatonine ‘s winters ongeveer gelijk. Het onderscheid is dat bij SAD-patiënten meer variatie is in melatonineafgifte in zomer en winter. Daardoor ervaren SAD-patiënten de winterperiode als een periode met verlengde melatonineafgifte wanneer hun lichaam dit vergelijkt met de zomer. De laatste onderzoeksrichting zoekt specifiek naar het mechanisme van lichttherapie. De hypothese dicteert dat door ’s ochtends en ’s avonds lichttherapie te geven de melatonineafgifte geremd wordt en dus de symptomen verdwijnen. Maar ander onderzoek laat zien dat ochtend lichttherapie superieur is aan avond lichttherapie en dat spreekt deze hypothese tegen.

### De faseverschuiving-hypothese
Deze hypothese stelt dat de biologische klok niet gelijk loopt met de andere circadiane ritmes zoals het slaap/waak ritme of de externe klok op je nachtkastje. De vraag is loopt je biologische klok vóór of áchter en dit verschilt bij SAD patiënten. Door ’s avonds melatonine te geven en/of ’s ochtends lichttherapie zijn veel patiënten geholpen. Bij veel patiënten wordt zo de klok weer goed gezet maar er zijn uitzonderingen. Toch hebben ook deze uitzonderingen baat bij lichttherapie. Hoe dat kan weten onderzoekers nog niet. Deze hypothese is vrij robuust vanwege de vele goede resultaten maar ook vrij controversieel door conflicterende resultaten.
En dan zijn er nog andere ideeën over hoe SAD zou kunnen ontstaan. Zoals invloed van bepaalde genen en erfelijkheid. Andere ideeën gaan over bepaalde neurotransmitter tekorten zoals serotonine, dopamine en noradrenaline. Maar deze zijn minder goed uitgewerkt dan de twee bovengenoemde hypothesen.
Zoals eerder beschreven is een winterdepressie/SAD waarschijnlijk het gevolg van een verstoorde biologische klok, alhoewel dit moeilijk wetenschappelijk te onderbouwen is. De meest gangbare theorie beweert dat een mens gemiddeld 2 uur daglicht per etmaal nodig heeft, iets wat we zelfs tot ons kunnen krijgen als de zon niet schijnt. Dit daglicht krijgen mensen binnen via speciale delen van het netvlies. Via de pijnappelklier zorgt dit voor chemische processen in de hersenen. De stoffen die daar aangemaakt worden, zijn de stoffen die zorgen voor onze innerlijke biologische klok. Eén zo'n stof is melatonine. Winterdepressieve mensen zouden deze stof overdag al te veel aanmaken. Dat heeft weer gevolgen voor een ander stofje, genaamd serotonine (een van de stoffen die ons welbevinden regelt). Deze stof wordt opgebouwd uit koolhydraten, en wordt dan te weinig aangemaakt. Daardoor snakt het lichaam naar meer koolhydraten dan normaal (vandaar het meer willen eten, een van de kenmerken). Door het meer koolhydraten te eten kan het lichaam dan weer vermoeider worden, en het is ook niet voldoende om het serotoninetekort aan te vullen. Daardoor kan men zich letterlijk en figuurlijk terug willen trekken, net zoals dieren doen ten tijde van hun winterslaap.
Aangezien licht het dag- en nachtritme regelt (de biologische klok), kan het ook zijn dat mensen die veel met de tijd mee, of tegen de tijd invliegen, en dus geregeld last hebben van een jetlag, wat ook het dag- en nachtritme in de war gooit, ook last hebben van een winterdepressie, zij het dan misschien wel in een mindere mate, vaak een 'winterblues' of 'najaarsdipje' genoemd.

## Therapeutische middelen

### Kunstlicht

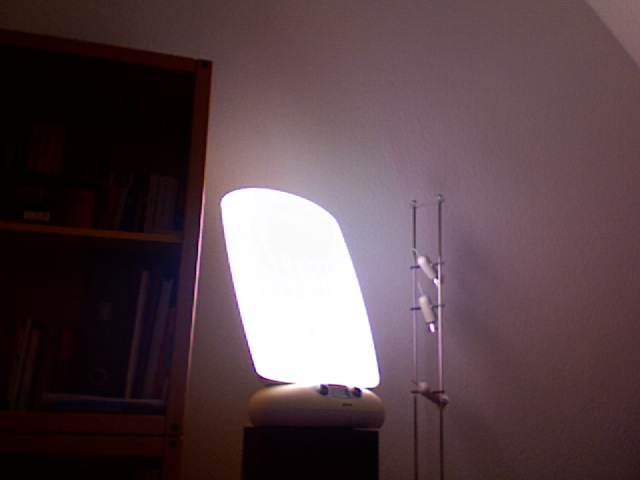
Voorbeeld van een 10.000 lux-lamp

Aangezien gebleken is dat veel (zon)licht een middel is om de klachten van een winterdepressie/SAD te verminderen, en in een enkel geval zelfs te laten verdwijnen, is met enig succes getracht om deze depressies te behandelen door mensen iedere dag enige tijd (30-60 minuten) aan intens kunstlicht (10.000 lux) bloot te stellen. Het licht moet de patiënt in de ogen vallen, maar deze hoeft niet direct in het licht te kijken. Voor de behandeling zijn speciale lampen verkrijgbaar via geestelijke gezondheidszorg, huisarts en ziekenhuis. De lichtkleur speelt geen grote rol, wel de intensiteit. Bij het ontwikkelen van een behandeling met kunstlicht heeft de universiteit van Groningen een belangrijke inbreng gehad.

### Sint-janskruid
In de kruidengeneeskunde wordt tegen depressie sint-janskruid genoemd. Het moet, net als farmaceutische antidepressiva, enige weken worden ingenomen voordat de werking blijkt. In 2007 is een sint-janskruidpreparaat in Nederland geregistreerd als medicijn bij milde tot matig zware depressies. Er is aangetoond dat sint-janskruid chemische stoffen bevat die verwant zijn aan gangbare antidepressiva, en er is in diverse meta-analysen, waaronder een Cochrane-review, een duidelijk effect ten opzichte van placebo gevonden bij depressieve klachten. Het mechanisme is waarschijnlijk hetzelfde als dat van moderne SSRI's. De dosering is echter, zoals bij alle kruidengeneesmiddelen, door de natuurlijke variatie in het gehalte aan werkzame stof veel moeilijker te bepalen dan bij farmaceutische preparaten.